# Michael Geare
Sir Michael Geare (né vers 1565) est un navigateur, pirate, corsaire et marchand anglais du XVIe siècle. Il est l’un des nombreux Chiens de Mer anglais qui ont harcelé l’empire espagnol pendant l’ère élisabéthaine. Il est particulièrement actif aux commandes du Little John dans les Caraïbes dans les années 1590. Il met fin à ses activités en 1603.

## Biographie
Michael Geare est né à Limehouse dans le borough londonien de Tower Hamlets vers 1565, vraisemblablement d'une famille ouvrière plutôt pauvre. Dans sa jeunesse, il est apprenti marin et embarque très tôt avec Sir George Carew (aussi connu sous le nom de George Carey) et plus tard avec John Watts, avec qui il se fera connaître entre 1588 et 1591.
En 1591, Geare devient le capitaine du Little John, l’un des cinq navires d’une petite flotte commandée par William Lane et financée notamment par Sir Francis Drake. William Lane rend compte du courage de Geare pendant le combat, avec qui il commence à amasser une petite fortune grâce à leurs activités de corsaires et de contrebandiers. William Lane finit par financer lui-même le Little John, qui sera renommé le Michael & John lorsque les deux corsaire s’associent en 1592.
Au cours des trois années qui suivent, Geare réalise quatre voyages vers les Caraïbes avec le Michael & John, tous couronnés de succès. En 1595, il affronte un galion espagnol près de La Havane et perd 50 hommes d’équipage ainsi qu’une pinasse qu’il avait capturée. Il parvient à prendre la fuite et à combler ses pertes en capturant un autre navire espagnol avant de rentrer en Angleterre.
En 1596, il part pour les Caraïbes aux commandes du Neptune et accompagné d’une pinasse commandée par John Rilesden et Christopher Newport. Plus tard la même année, Geare et quinze autres hommes volent la pinasse, capturent plusieurs navires avant d’arriver en Jamaïque, où ils se joignent à d’autres corsaires partant en expédition vers le Honduras, sous le commandement de Sir Anthony Shirley et de William Parker. Après un assaut infructueux contre Trujillo, l’expédition se tourne vers Puerto Caballos que les corsaires parviennent à capturer. Toutefois, ils n’y trouvent que peu de richesses et Geare quitte le groupe, Anthony Shirley et William Parker décidant de continuer leur expédition à terre et de traverser les montagnes du Guatemala pour rejoindre le Pacifique.
En mai 1601, Geare navigue dans les Caraïbes aux commandes de l’Archangel, accompagné de la pinasse James, commandée par David Middleton. Il capture trois navires mais ne parviendra à en ramener que deux, perdant le contact avec le troisième. Celui-ci finira par atteindre le Maroc où il sera vendu.
En 1602, Geare fait partie d’une petite flotte de trois navires avec Christopher Newport, avec laquelle il capture, entre autres, deux navires de guerre espagnols. Le 24 janvier 1603, Geare et Christopher Newport dirigent huit navires au sein d’une opération franco-anglaise, au cours de laquelle a lieu un débarquement de mercenaires près de Santiago de Cuba. Le gouverneur espagnol Fernando Melgarejo de Cordoba stoppe leur avancée grâce à une seule pièce d’artillerie et en semant la panique dans un troupeau de vaches qui fonce alors sur les assaillants forcés de fuir.
Après cette dernière expédition, Geare décide de prendre sa retraite à Stepney, l’un des quartiers de Londres. Une dague suspendue sur le devant de sa maison lui donnera une certaine notoriété. Peu après son retour en Angleterre, la reine Élisabeth Ire lui confère le titre de chevalier. À sa mort, il lègue une allocation annuelle de cinq livres à partager entre les familles des disparus en mer et les marins pauvres de Limehouse, sa ville natale.

## Sources
- (en) Cet article est partiellement ou en totalité issu de l’article de Wikipédia en anglais intitulé « Michael Geare » (voir la liste des auteurs).